# Апофеоз
Апофео́з, арх. апотеоз, апотеоза, апофеоза (дореф. апоѳеозъ; др.-греч. ἀποθέωσις от ἀπο- <приставка со значением удаления или превращения> + θεός «бог») — обожествление, прославление, возвеличение какого-либо лица, события или явления.
Первоначально термин прямо обозначал причисление человека к сонму богов (например, Геракла или императора Клавдия), со временем он приобрёл переносное значение и стал значить прославление, хвалу чего-либо вообще. Кроме того, этот термин использовался в театральных постановках для финальных, торжественных сцен произведений, из-за чего в устной, иносказательной речи он приобрёл значение кульминации, венца событий.
В изобразительном искусстве термин обозначает изображение вознесения души умершего (обычно католического святого) в небеса, либо же прославление военного или государственного лидера с помощью аллегорий средствами барочной или классицистической живописи.

## Первоначальное значение
В эллинистической Греции и Древнем Риме апофеоз обозначал обожествление (причисление к лику богов) государственного деятеля, героя, императора, обретение им божественной сущности. В западноевропейской культуре это слово греческого происхождения продолжают применять к понятию «обожествление» и входящим в него многочисленным аспектам, тогда как в русском языке оно используется лишь для перечисленных во введении аспектов культуры и искусства.
Термин «апофеоз» обозначал присвоение через официальный ритуал статуса бога смертному человеку. Греческий глагол ἀποθεόω впервые появился в трудах греческого историка Полибия (II век до н. э.) Существительное apotheōsis в латинском языке впервые упоминается Цицероном, хотя к этому времени оно могло вполне существовать в классическом греческом языке. В течение эллинистического периода это слово могло приобрести новые формы, чтобы распространиться уже в римской культуре на культ императора. Практика воздавания усопшим императорам божественных почестей, видимо, ведёт свой исток из верования римлян в то, что души их предков становились божествами, что логично распространилось на Отца нации — императора. Подобный апофеоз императора носил название consecratio, а об императоре, который заслужил эту почесть, обычно говорили in deorum numerum referri, или же consecrari. Под именем Квирина, например, почитался Ромул.
В Новое Время термин был воспринят католической церковью, которая перенесла на него значение «беатификация, канонизация» и стала относить к своим святым.
- Апофеоз Геракла, IV век до н. э.
- Апофеоз императора Антонина Пия и его супруги Фаустины (Колонна Антонина Пия), 161 год н. э.: светлейшая чета изображена стоящей на крылатом гении и возносящейся в небеса

## В искусстве
Самая ранняя иконографическая формула апофеоза сформировалась в Древнем Риме, и включает в себя изображение квадриги, поднимающейся по диагонали, причем она ещё не окружалась ореолом света. В древнегреческом искусстве ближайшая аналогия находится в изображении вознесения Геракла после его кончины на небеса, где он стал богом.
Христианская иконография унаследовала эту формулу в IV веке, но не использовала её часто. Любопытно, что ей близок ветхозаветный сюжет вознесения на небо пророка Илии в огненной колеснице.

### В живописи
В эпоху Возрождения название явления перенесено на его изображение в живописи, театре.
В эпоху барокко особенно обильными стали изображения католических святых, которые изображались возносящимися на небеса сонмом ангелов. Картину изредка могло дополнять изображение гостеприимно принимающего усопшего Христа на небесах, и свидетелей кончины покойного на небе. (Иконографически такой христианский сюжет имел родство с Вознесением Богоматери, Вознесением Христовым и вознесением Марии Магдалины, но отличался от них тем, что в данном случае речь шла уже не о телесном вознесении, а о духовном). Часто на подобный сюжет писали алтарные картины, но он был распространен и в украшении потолочных плафонов, где в изображении неба художники с удовольствием использовали эффект обманки.
Родство с древнеримским иконографическим типом апофеоза в этих многочисленных «Апофеозах святого имярек» прослеживается не так очевидно, как в светских произведениях, которые стали возникать примерно в тот же период. Они, как и их римские предшественники, часто изображали военного или государственного лидера, полководца или монарха, на запряжённой конями колеснице возносящимся в небеса. Голову персонажа часто увенчивала крылатая богиня. Картина могла создаваться уже не после смерти, а ещё при жизни заказчика, увековечивая, таким образом, не вознесение его души на небеса, но и его земные успехи, становясь аллегорическим изображением победы. В число персонажей таких картин входили Козимо I Медичи, Генрих IV Наваррский, Людовик XIV, император Леопольд I, Яков I, Корнелис де Витт и т. д.
Светская тема апофеоза сохранилась в следующий, классицистический, период изобразительного искусства, хотя тема вознесения святых из него уже практически исчезла. Изобразительные средства оказались весьма востребованы в творчестве французских художников-классицистов, творивших в эпоху Наполеона, а также его наследников. Любопытно, что пользовались этой иконографической схемой и американцы, создавая, например, фреску «Апофеоз Вашингтона» в здании Капитолия, или изображения апофеоза убитого Линкольна.
- Джованни Баттиста Гаулли. «Апофеоз св. Игнатия Лойолы», 1685
- Гверчино. «Погребение и апофеоз св. Петрониллы», 1621-22
- Г. Кабассон. «Апофеоз Наполеона III», 1856
- Американская открытка с изображением апофеоза покойного Авраама Линкольна

Знаменитая картина Верещагина «Апофеоз войны» первоначально называлась «Торжество Тамерлана» и, в отличие от большинства картин, имеющих в названии термин «апофеоз», изображает не вознесение главного действующего лица, а кульминацию его действий.

### В театре
В театральном искусстве «апофеоз» — это заключительная сцена музыкального или драматического спектакля, концерта, праздничной концертной программы, циркового представления. Она содержит прославление героя, народа или важного события. Это эффектная «живая картина», которая пластически выражает основную идею зрелища. Она носит торжественный характер и включает большое количество действующих лиц. Пример такого апофеоза — заключительная сцена из «Жизни за царя» М. И. Глинки. Обычно апофеоз имеет монументальный характер и исполнен особого подъёма. Гектор Берлиоз использовал название «Apothéose» для названия финальной части своей «Траурно-триумфальной симфонии», посвящённой французам, погибшим в войне.
В XIX веке она порой была посвящена чествованию памяти автора пьесы.
Апофеоз как приём масштабно применялся в старинной историко-мифологической опере (например, во французской «лирической трагедии» Жана-Батиста Люлли). Часто апофеозом заканчиваются балеты, особенно классические.
Иногда апофеозом называют торжественно-ликующее заключение какого-либо циклического произведения или отдельной музыкальной пьесы. Апофеоз мог являться также самостоятельной частью (как правило без текста) какого-либо представления, празднества, шествия и т. п. Такие апофеозы строились на выразительных группировках и позах действующих лиц («живая картина», «немая сцена»). В них использовались яркое декорационное оформление, костюмы, бутафория и т. д. Мастером подобных эффектных самостоятельных апофеозов в России являлся декоратор и машинист Большого театра Н. Ф. Вальц.
Форма апофеоза (а также панегирического спектакля, представлявшего собой как бы развёрнутый во времени апофеоз) была разработана в западноевропейских театрах и русском придворном театре XVI—XVIII веков.
В литературе апофеозом какого-либо жанра могло стать произведение, выражавшее основные положения этого жанра или конкретного автора.